# Whiteville (Tennessee)
Whiteville és una població dels Estats Units a l'estat de Tennessee. Segons el cens del 2000 tenia 3.148 habitants.

## Demografia
Segons el cens del 2000, Whiteville tenia 3.148 habitants, 457 habitatges, i 308 famílies. La densitat de població era de 508,6 habitants/km².
Dels 457 habitatges en un 29,5% hi vivien nens de menys de 18 anys, en un 37,4% hi vivien parelles casades, en un 26,5% dones solteres, i en un 32,4% no eren unitats familiars. En el 29,3% dels habitatges hi vivien persones soles el 16% de les quals corresponia a persones de 65 anys o més que vivien soles. El nombre mitjà de persones vivint en cada habitatge era de 2,53 i el nombre mitjà de persones que vivien en cada família era de 3,12.
Per edats la població es repartia de la següent manera: un 10,5% tenia menys de 18 anys, un 16,9% entre 18 i 24, un 51,4% entre 25 i 44, un 14,3% de 45 a 60 i un 6,9% 65 anys o més.
L'edat mediana era de 32 anys. Per cada 100 dones de 18 o més anys hi havia 483,4 homes.
La renda mediana per habitatge era de 22.368 $ i la renda mediana per família de 28.603 $. Els homes tenien una renda mediana de 22.050 $ mentre que les dones 19.013 $. La renda per capita de la població era d'11.310 $. Entorn del 21% de les famílies i el 18,7% de la població estaven per davall del llindar de pobresa.

## Poblacions més properes
El següent diagrama mostra les poblacions més properes.